# Luca Grimaldi (trovatore)
Luca Grimaldi (Genova, XIII secolo – 18 aprile 1275/1308) è stato un trovatore italiano, genovese.
Di questo trovatore non si hanno notizie omogenee e coerenti sia per quanto concerne le date biografiche di riferimento che l'identificazione precisa della persona. Del suo corpus poetico letterario non è rimasta traccia alcuna e tutto quello che sappiamo in merito è dovuto a fonti documentali terze.
Bertoni sembra identificarlo con tale Luca Grimaldi morto nel 1275 di cui sembra si abbiano le prime notizie a cominciare dal 1240, anno in cui si troverebbe "presente alla stipulazione della lega stretta da Milano e Genova con Federico II". Durante questo lasso di tempo il nome di "Luca Grimaldi" figura oltretutto in altri atti genovesi del "Liber Jurium Januae". (ma anche qui le "fastidiose omonimie" non dissolvono certo le ambiguità). Lo Schultz-Gora lo distingue nettamente dall'omonimo Luchetto Grimaldi, figlio di un tale Oberto, che, come riporta il Bertoni "a torto Il Desimoni e il Belgrano identificarono come poeta". Un Luca Grimaldi appare in documenti che vanno dal 1242 al 1252, ma non si è certi si tratti del trovatore. Il nome compare ancora in un documento del 1267 insieme a Simone Doria e Luchetto Gattilusio, anch'essi trovatori in lingua occitana.
Nel 1258 lo troviamo come ambasciatore presso il papa Alessandro IV.
Nel 1262 fu nominato reggitore della città con Giacomo Grillo e con altri cittadini.
Nel 1269, insieme al fratello Bovarello, viene incaricato da Carlo d'Angiò per "ricevere con onore in Genova gli ambasciatori del Soldano di Babilonia".
Nel 1271 fu nominato podestà di Ventimiglia.
Bertoni conclude che:
Viene menzionato da Nostradamus fra i poeti provenzali che scrissero in lingua occitana. Ma la data di morte (1308) non lo identificherebbe con il Luca Grimaldi proposto da Bertoni.
A seguire Nostradamus sono anche Michele Canale e Giovanni Battista Spotorno:
Il Canale lo cita insieme ad altri attestando che "sono questi tutti poeti provenzali": Lanfranco Cicala, Bonifazio Calvi, Alberto Quaglia, Percivalle Doria, Jacopo Grillo e Ursone Notaro.
Inoltre varie fonti riportano la voce della sua romanzata morte nell'anno 1308 (data non avvalorata come abbiamo detto da Bertoni), tra cui Nostradamus, Canale, Spotorno...
Si ritiene che Lucas de Grimalti debba "essere diventato un simbolo dell'amante disperato, che soffre idescrivibili tormenti subendo una morte degna di commiserazione per il suo amore nei confronti di un'impietosa bellezza. Questo esempio, uno dei tanti di questa tematica, si amplificò attraverso la letteratura cortese". Alain Chartier ne trasse spunto per la sua La Belle Dame sans mercy, mentre Juan de Flores venne a identificarsi in questo amante sfortunato sì da cambiare il suo nome in "Grimalte", associando la donna crudele che amava alla "insensibile Gradissa della novella.